# Yangshao-Kultur

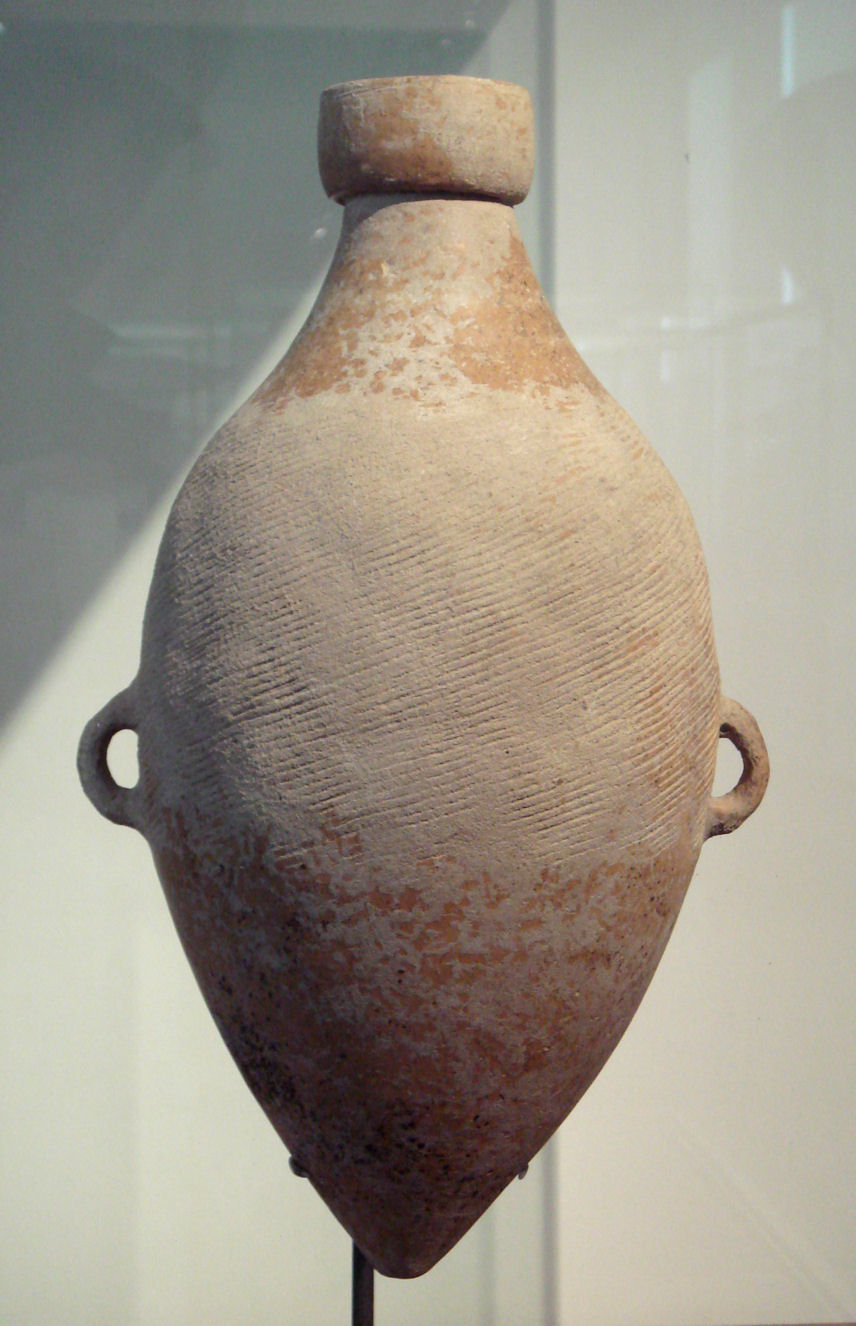
Amphore der Yangshao-Kultur

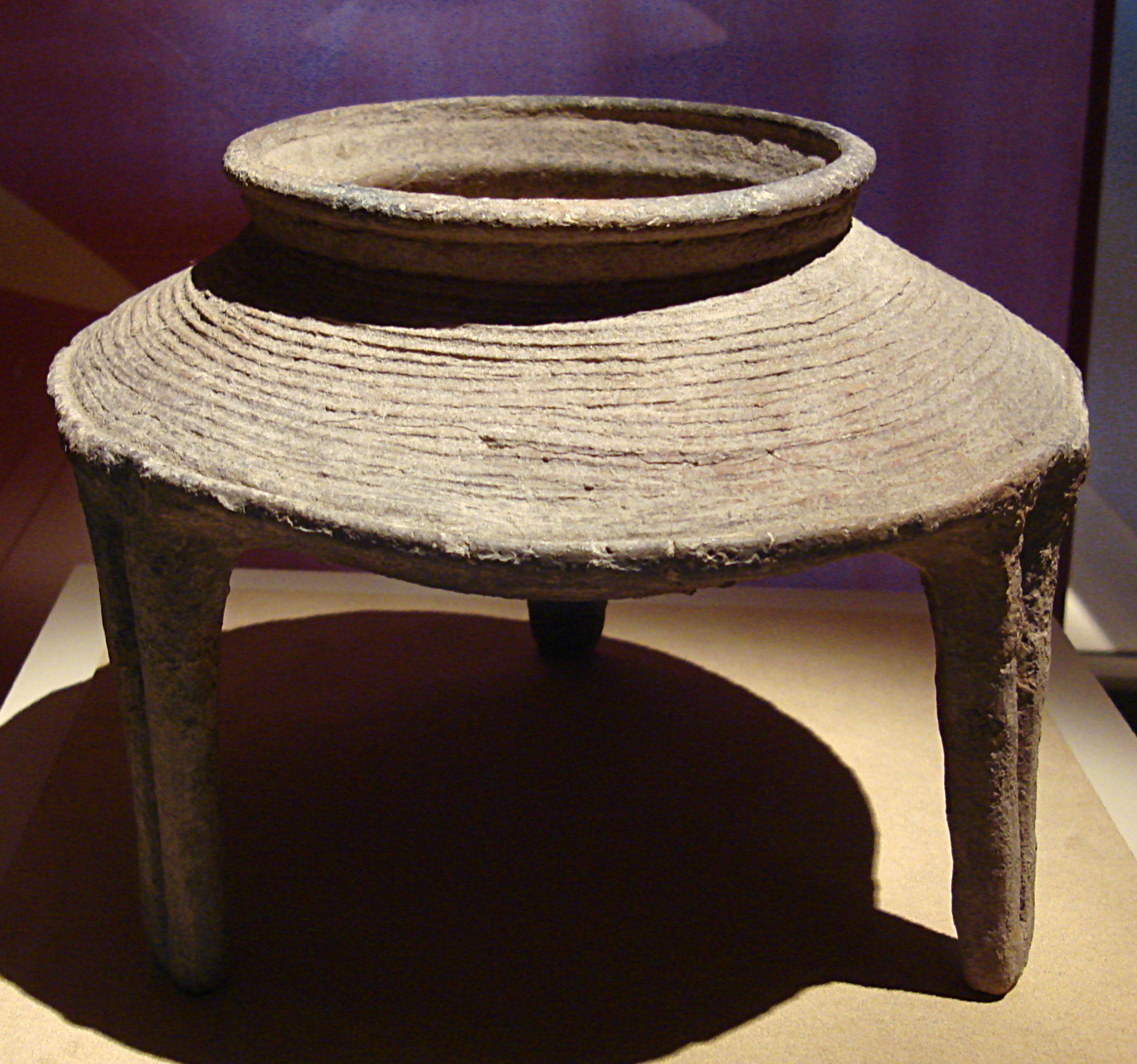
Kochutensil aus Keramik

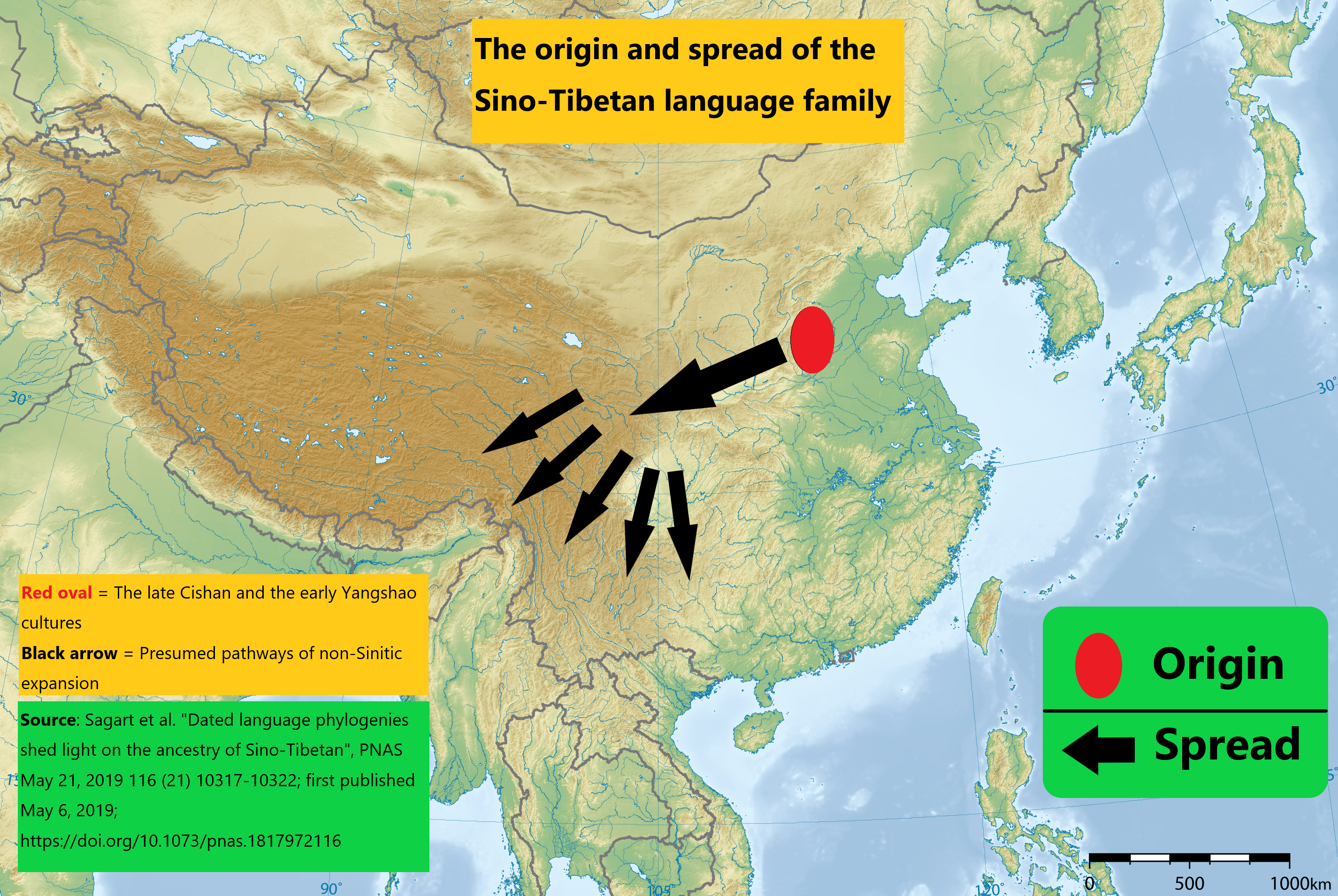
Ursprung und Verbreitung der Sinotibetische Sprachen. Rotes Oval ist die späte Cishan- und die frühe Yangshao-Kultur. Schwarzer Pfeil ist der vermutete Pfad der Sinotibetischen Expansion. Nachdem die linguistisch vergleichende Methode auf die von Laurent Sagart im Jahr 2019 entwickelte Datenbank mit vergleichenden linguistischen Daten angewendet wurde, um Lautkorrespondenzen zu identifizieren und Kognaten zu ermitteln, werden phylogenetische Methoden verwendet, um Beziehungen zwischen diesen Sprachen abzuleiten und das Alter ihrer Herkunft und ihres Heimatlandes zu schätzen.

Die Yangshao-Kultur (chinesisch 仰韶文化, Pinyin Yǎngsháo wénhuà) breitete sich neben der Peiligang-Kultur und der Cishan-Kultur in der Zeit von 5000 bis 3000 v. Chr. in einigen Gebieten Zentral- und Nordchinas sowie an den Küstenstreifen aus. Mit über 1000 Grabungsstätten von Hebei über Henan, Shaanxi, Shanxi, bis nach Qinghai und Gansu entlang des Huang He ist diese Kultur besonders gut dokumentiert.
Charakteristisch für diese jungsteinzeitliche Kultur ist die Buntkeramik. Die Gefäße wurden ohne Töpferscheibe hergestellt und sind schwarz und rot bemalt auf braunem und ziegelfarbenem Grund. Sie sind mit geometrischen und figuralen Elementen verziert.
Die Werkzeuge der Yangshao-Kultur waren aus geschlagenem und teils poliertem Stein sowie aus Knochen gefertigt. Es gab Pfeil und Bogen, Harpunen, Angelhaken und Speere. Die Nahrungsgrundlage lieferten der Hirseanbau, die Haltung von Schwein und Hund (seltener Rind, Ziege und Schaf), Jagd und Fischfang. Jagdbeute waren Pferde, Hirsche, Nashörner, Antilopen, Leoparden, Hasen u. a. Auch die Seidenraupenzucht war bereits bekannt.
Eine typische Siedlung der Yangshao-Kultur wurde im Dorf Banpo (bzw. Banpocun) bei Xi’an, Provinz Shaanxi, ausgegraben. Die Siedlung besitzt eine ovalen Grundriss und eine Fläche von 50 000 m². Es wurden Wohnhäuser, ein mögliches Gemeinschaftsgebäude, Vorratssilos und Abzäunungen beobachtet. Umgeben war die Siedlung von einem 6 m breiten und tiefen Graben. Im Norden lagen die Begräbnisstätten. Kinder wurden in Urnen im Wohnbereich bestattet. Daraus, dass den Verstorbenen Nahrungsmittel und Grabbeigaben beigelegt wurden, schließt man, dass es bereits Jenseitsvorstellungen gab.
Häuser der Yangshao-Kultur können sowohl quadratische oder viereckige als auch runde Grundrisse besitzen. Das Dach und teilweise auch die Wände wurden von Pfosten aus Holz getragen.
Aufgrund ihrer unterschiedlichen Keramik-Typen werden verschiedene nach ihren Fundstätten benannte Yangshao-Kulturen unterschieden: Banpo-Kultur, Shijia-Kultur, Miaodigou-Kultur, Xiwangcun-Kultur, Qinwangzhai-Kultur, Hougang-Kultur, Dasikongcun-Kultur und Xiawanggang-Kultur.
Die Yangshao-Stätte steht seit 1961 auf der Liste der Denkmäler der Volksrepublik China (1-138).